# Carausius minutus
Carausius minutus är en insektsart som beskrevs av Brunner von Wattenwyl 1907. Carausius minutus ingår i släktet Carausius och familjen Phasmatidae. Inga underarter finns listade.